# Kruso
Kruso är en roman från 2014 av den tyske författaren Lutz Seiler. Den utspelar sig sommaren 1989 på den östtyska ön Hiddensee och skildrar en säsongsarbetare och de personer han lär känna. Boken tilldelades Tyska bokpriset.

## Handling
Edgar "Ed" Bendler, en östtysk man, arbetar som diskare på ön Hiddensee i Östersjön under sommaren 1989. Ön är ett tillhåll för excentriska säsongsarbetare, poeter, dissidenter och personer på väg att fly till Skandinavien. Ed lär känna den redan etablerade Alexander "Kruso" Krusowitsch som blir hans ledsagare på ön.

## Tillkomst
Seiler hade själv arbetat som diskare på Hiddensee under sommaren 1989, innan han blev en etablerad poet och kortprosaförfattare. Kruso var hans första roman. Han började skriva boken 2010. Stoffet om Hiddensee var från början tänkt som ett mindre inslag i ett annat romanprojekt, men växte och fick eget liv när författaren övergav det ursprungliga projektet.

## Mottagande
Boken fick Uwe Johnson-priset och Tyska bokpriset. Juryn för Tyska bokpriset skrev: "Lutz Seilers första roman övertygar genom sitt fulländade självständiga poetiska språk, sin sinnliga intensitet och allmängiltighet."